# Rainbow (południowokoreański zespół muzyczny)
Rainbow (kor. 레인보우) – południowokoreański girlsband założony w 2009 roku przez DSP Media. W jej skład wchodziło siedem członkiń: Woori, Seungah, Jaekyung, Noeul, Yoonhye, Jisook oraz Hyunyoung. Grupa oficjalnie zadebiutowała 12 listopada 2009 roku wydając minialbum Gossip Girl. 27 października 2016 roku wytwórnia potwierdziła rozwiązanie grupy po tym, jak wszystkie członkinie postanowiły nie odnawiać swoich kontraktów.

## Historia

### 2009–2011: Debiut zGossip Girl,So Girlsi debiut w Japonii

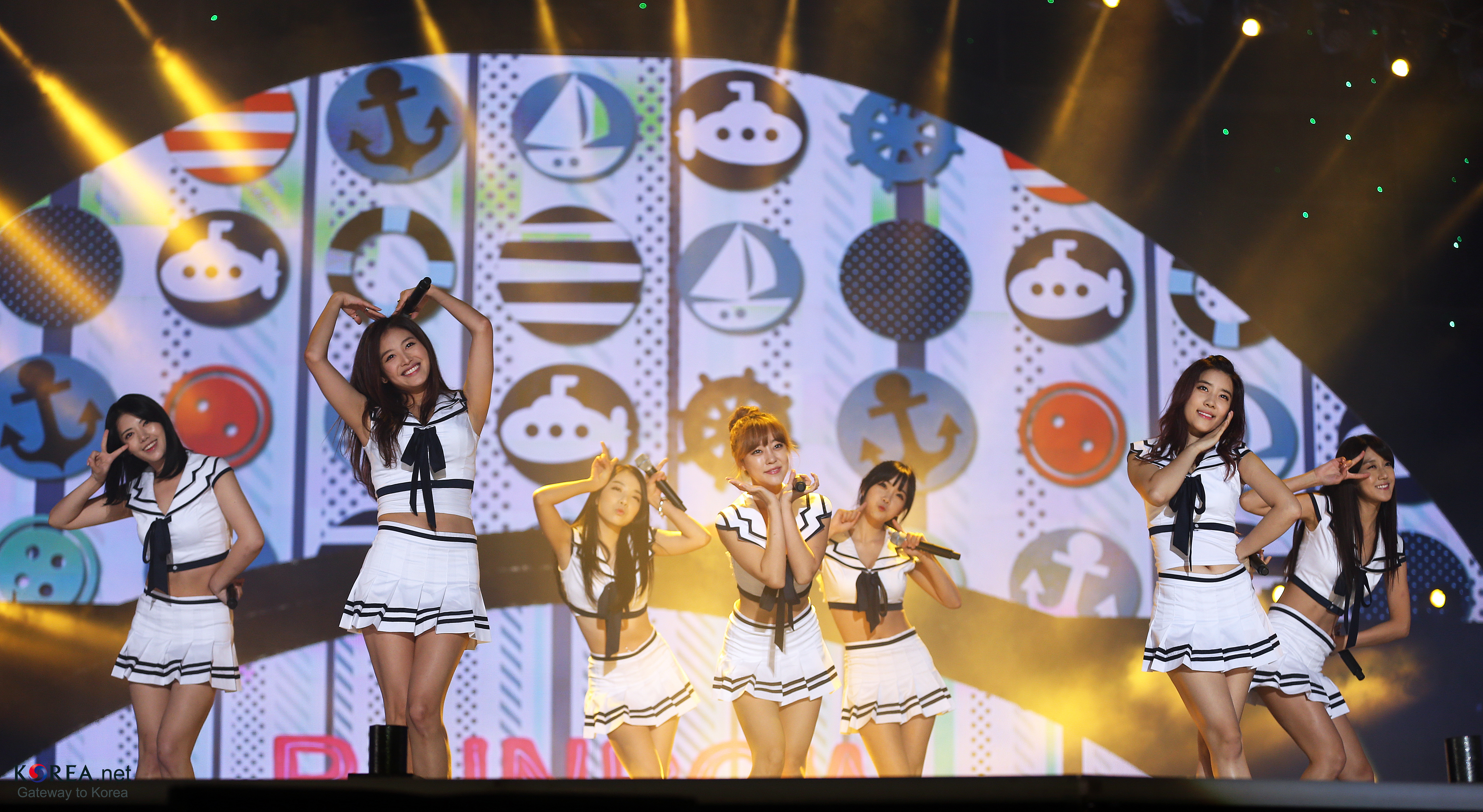
Rainbow występujące podczas Korea KPOP World Festival.

Na przełomie października i listopada 2009 roku DSP Media publikowało codzienne teasery w postaci zdjęć Rainbow, a 6 listopada ukazał się teledysk do „Gossip Girl”. 12 listopada ukazał się minialbum Gossip Girl. 12 sierpnia 2010 roku Rainbow wydały cyfrowy singel „A”. Drugi singel, zatytułowany „Mach”, ukazał się 20 października.
7 kwietnia 2011 roku Rainbow wydały drugi minialbum So Girls (kor. So 女), główny singel z płyty to „To Me” (kor. To Me (내게로..)). 14 września zadebiutowały w Japonii wydając japońską wersję singla, który uplasował się na 3 miejscu listy Oricon Weekly Singles Chart. 7 grudnia ukazał się drugi japoński singel – japońska wersja „Mach” (jap. マッハ), który uplasował się na 9. pozycji listy Oricon Weekly Singles Chart.

### 2012–2013: Rainbow Pixie,Over The RainbowiRainbow Syndrome
3 stycznia 2012 roku DSP Media ogłosiło, że zostanie utworzona podgrupa z trzech członkiń. Tego samego dnia na stronie agencji ukazał się zwiastun, w którym ujawniono „Rainbow Pixie” jako jej nazwę. Dzień później na zdjęciu ujawniono skład grupy: Seungah, Jisook i Hyunyoung. Grupa wydała swój debiutancki utwór „Hoi Hoi” 12 stycznia 2012 roku i po raz pierwszy zaprezentowała się w programie Show! Music Core.
Rainbow wydało japoński singiel 14 marca ukazał się japoński singel zatytułowany „Gonna Gonna GO!” (jap. ガナガナGO!), a pierwszy japoński album studyjny Over The Rainbow został wydany 28 marca.
Pierwszą część swojego pierwszego koreańskiego albumu studyjnego, pt. Rainbow Syndrome, zespół wydał 13 lutego 2013 roku. 4 czerwca ukazała się część druga.

### 2014–2016: Rainbow Blaxx,Innocent,Prism
W styczniu 2014 roku powstała drug apodgrupa, Rainbow Blaxx, w której skład weszły Jaekyung, Woori, Seungah i Hyunyoung. Ich specjalny album, RB Blaxx, został wydany 20 stycznia. Teledysk do utworu tytułowego „Cha Cha” wyreżyserował DigiPedi i był czwartym teledyskiem K-popowym pod względem oglądalności na YouTube w styczniu 2014 roku. Teledysk oraz choreografia do piosenki wzbudziły kontrowersje związane z byciem „zbyt seksualnym”.
Trzeci minialbum pt. Innocent, z utworem tytułowym „Black Swan”, został wydany 23 lutego 2015 roku. Ich czwarty minialbum Prism wraz z teledyskiem do głównego singla „Whoo” zostały wydane 15 lutego 2016 roku.
27 października 2016 roku potwierdzono, że zespół Rainbow zostanie rozwiązany 12 listopada ze względu na zakończenie umów członkiń.

### 2019: Powrót na dziesiątą rocznicę
W październiku 2019 roku, ujawniono, że 14 listopada ukaże się specjalny singel zatytułowany „Over the Rainbow”, z okazji dziesiątej rocznicy powstania grupy.

## Członkinie
| Pseudonim   | Pseudonim | Prawdziwe imię | Prawdziwe imię | Data urodzenia        | Pozycja                                        |
| Latynizacja | Hangul    | Latynizacja    | Hangul         | Data urodzenia        | Pozycja                                        |
| ----------- | --------- | -------------- | -------------- | --------------------- | ---------------------------------------------- |
| Woori       | 우리      | Go Woo-ri      | 고우리         | 22 lutego 1988(dts)   | wokal, główna raperka, główna tancerka         |
| Seungah     | 승아      | Oh Se-mi       | 오세미         | 13 września 1988(dts) | prowadzący wokal                               |
| Jaekyung    | 재경      | Kim Jae-kyung  | 김재경         | 24 grudnia 1988(dts)  | liderka, prowadzący wokal, prowadząca tancerka |
| Noeul       | 노을      | Park No-eul    | 박노을         | 10 maja 1989(dts)     | wokal, rap                                     |
| Yoonhye     | 윤혜      | Jung Yoonhye   | 정윤혜         | 14 kwietnia 1990(dts) | wokal, prowadzący rap                          |
| Jisook      | 지숙      | Kim Ji-sook    | 김지숙         | 18 lipca 1990(dts)    | główny wokal                                   |
| Hyunyoung   | 현영      | Cho Hyun-young | 조현영         | 11 sierpnia 1991(dts) | główny wokal, maknae                           |

## Dyskografia

### Albumy studyjne
| Rok        | Dane dot. albumu | Najwyższa pozycja | Sprzedaż     |
| Rok        | Dane dot. albumu | KOR               | Sprzedaż     |
| Japońskie  | Japońskie | Japońskie         | Japońskie    |
| ---------- | --- | ----------------- | ------------ |
| 2012       | Over the Rainbow - Wydany: 28 marca 2012 - Wytwórnia: Universal Sigma - Format: CD, digital download                       |                   |              |
| Koreańskie | |                   |              |
| 2013       | Rainbow Syndrome - Wydany: 13 lutego 2013 - Wytwórnia: DSP Media, CJ E&M - Format: CD, digital download                    | 2                 | - KOR: 7741+ |
| 2013       | Rainbow Syndrome Part 2 - Wydany: 4 czerwca 2013 - Wytwórnia: DSP Media, LOEN Entertainment - Format: CD, digital download | 6                 | - KOR: 6017+ |

### Minialbumy
- Gossip Girl (2009)
- So Girls (2011)
- RB Blaxx (2014)
- Innocent (2015)
- Prism (2016)

### CD singel
- Over the Rainbow (2019)